# Scolecenchelys erythraeensis
Scolecenchelys erythraeensis är en fiskart som först beskrevs av Marie-Louise Bauchot och Maugé, 1980.  Scolecenchelys erythraeensis ingår i släktet Scolecenchelys och familjen Ophichthidae. Inga underarter finns listade i Catalogue of Life.